# باکائو، گامبیا
باکائو (به لاتین: Bakau) یک منطقه مسکونی در گامبیا است که در Greater Banjul Area واقع شده‌است.
 باکائو  ۴۳٬۰۹۸ نفر جمعیت دارد.